# Дост-хан
Дост-хан (д/н—1558) — 9-й хівинський хан у 1557—1558 роках.

## Життєпис
Походив з роду Арабшахів, гілки Шибанідів. Син Буджуґа-хана. Про молоді роки обмаль відомостей. 1550 року допоміг стрийкові Агатай-хану здолати синів Суфіян-хана, що втекли до Бухари. На дяку отримав у володіння Хазарасп.
1556 року зберіг вірність Агатай-хану, коли до Ургенчу вдерся Юнус-султан, син Суфіян-хана. Після загибелі хана продовжив боротьбу з Юнус-султаном, якого 1557 року здолав, після цього зайняв трон. Зберіг за братом Іш-султаном місто Хіву, відмовивши в отриманні Ургенча.
Намагався відновити мир в правлячій династії, проет марно. Проте Іш-султан почав війну проти іншого родича Хаджи Мухаммад-султана, що отримав разом з 4 своїми братами Ургенч. Зрештою останній захопив Іш-султан. Втім невдовзі Хаджи-Мухаммад-султан спільно з Алі-султаном, правителем Даруана, напав на Ургенч, де вбив Іш-султана.
За весь цей час хан не втрутився у справу, чим підірвав свій авторитет. В результаті він зберіг владу лише над Хазараспом. 1558 року проти нього виступили Хаджи-Мухаммад-султан і Алі-султан, які здолали Дост-хана, якого стратили. Трон перейшов до Хаджи-Мухаммеда.